# Corynoptera pinusia
Corynoptera pinusia är en tvåvingeart som beskrevs av Lyudmila Komarova 1998. Corynoptera pinusia ingår i släktet Corynoptera och familjen sorgmyggor. Inga underarter finns listade i Catalogue of Life.